# Goursez Vreizh

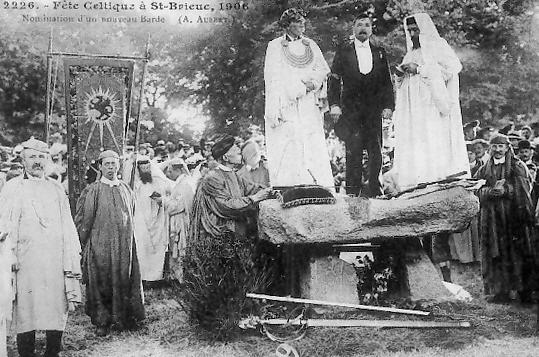
Goursez Vreizh 1906

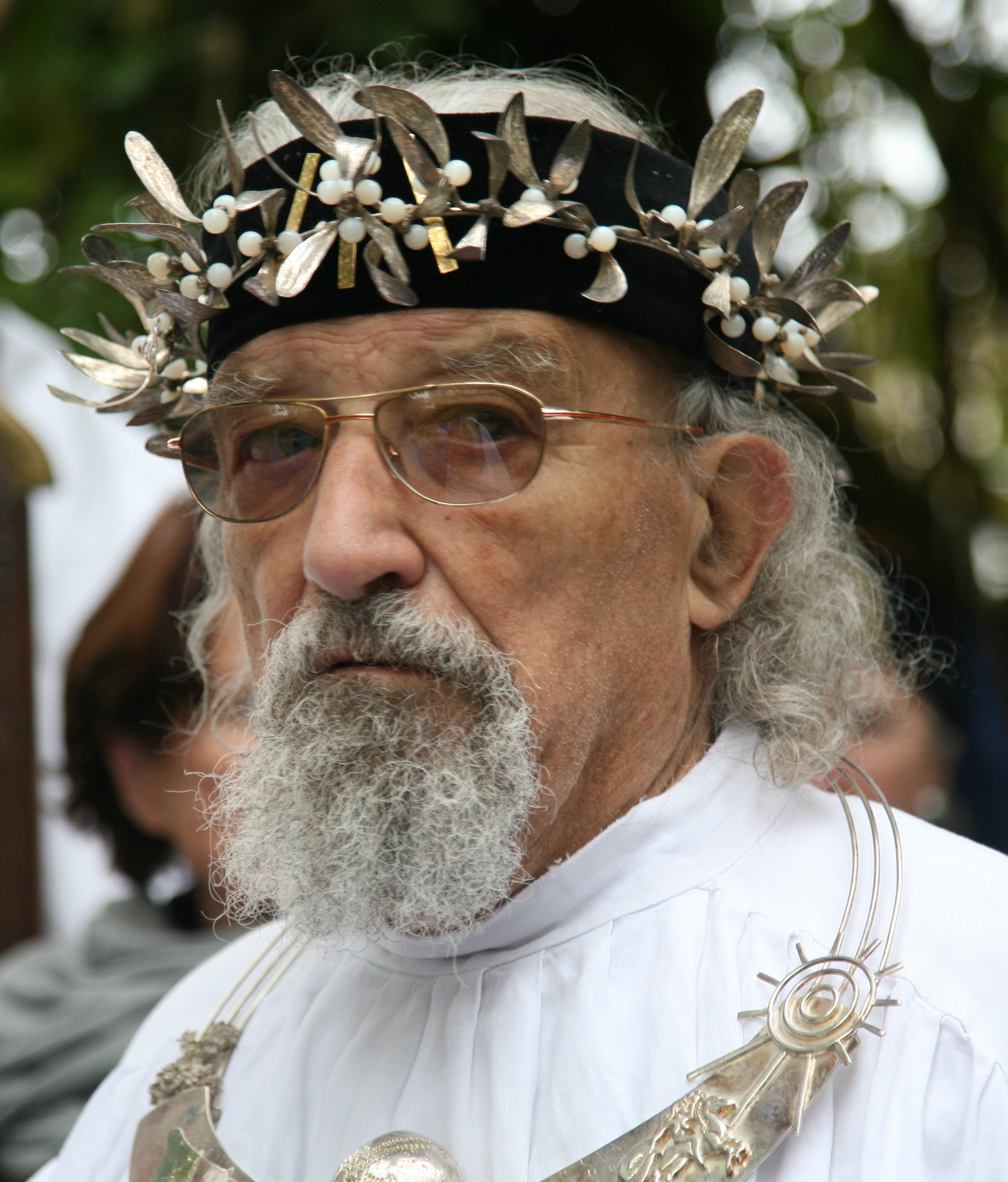
Gwenc'hlan Le Scouëzec, stordruid mellan 1981 och 2008.

Goursez Vreizh, formellt Breudeuriezh Drouized, Barzhed hag Ovizion Breizh, är Bretagnes nationella gorsedd. Den grundades 1899 med Gorsedd Beirdd Ynys Prydain som förebild.

## Historia
Theodore Hersart La Villemarqué var den första bretonen som valdes in i Gorsedd y Beirdd, Wales nationella gorsedd. 1899 skickades en delegation på tjugo personer till Gorsedd y Beirdd för att skapa grunden till en bretonsk gorsedd. De utses till vates men blir inte fulla medlemmar. Året därpå hålls ett grundläggande sammanträde på ett värdshus i Guingamp, och det bestäms att Jean Le Fustec blir organisationens första stordruid (bretonska: Drouiz Meur). 1908 förklaras föreningen officiell med namnet Gorsedd Barzed Gourenez Breiz Izel.

## Stordruider
- Jean Le Fustec (Lemenik) från 1900 till 1903.
- Yves Berthou (Kaledvoulc'h) från 1904 till 1932.
- François Jaffrennou (Taldir) från 1933 till 1955.
- Pêr Loisel (Eostig Sarzhaw) från 1956 till 1980.
- Gwenc'hlan Le Scouëzec (Gwenc'hlan) från 1981 till 2008.
- Per Vari Kerloc'h (Morgan) sedan 2008.